# Bryn Gunn
Pour les articles homonymes, voir Gunn.
Bryn Gunn, de son nom complet Brynley Charles Gunn, est un footballeur anglais né le 21 août 1958 à Kettering. Il évoluait au poste de défenseur central.

## Biographie
Bryn Gunn est formé à Nottingham Forest.
Il dispute son premier match en première division anglaise lors de la saison 1978-1979,.
Nottingham Forest remporte la Coupe des clubs champions lors de la campagne 1979-1980. Gunn joue trois matchs durant la compétition dont la finale remportée contre Hambourg SV 1-0,.
Gunn est prêté au Shrewsbury Town, au Walsall FC et au Mansfield Town.
En 1986, il rejoint le Peterborough United en quatrième division anglaise.
De 1989 à 1992, il évolue sous les couleurs du Chesterfield FC.
Après un passage à Arnold Town (en), il raccroche les crampons en 1996.

## Palmarès
| Nottingham Forest - Coupe des clubs champions (1) : - Vainqueur : 1979-80. |